# アンギカ語
アンギカ語（Angika、अङ्गिका または अंगिका）はインド語派に属する言語である。インドのビハール州北部およびネパールで話されている。エスノローグによれば、話者数はインドで725,000人（1997年）、ネパールで15,900人（2001年）であり、総話者数は740,900人である。

## 表記体系
アンギカ語の表記にはデーヴァナーガリーが使われている。かつてはAnga Lipi(en)が使われ、その後カイティ文字(en)が使われた。